# Zesde Gemeentelijke Hogere Burgerschool in Den Haag
De Zesde Gemeentelijke HBS in Den Haag was een school die in 1922 werd opgericht. 

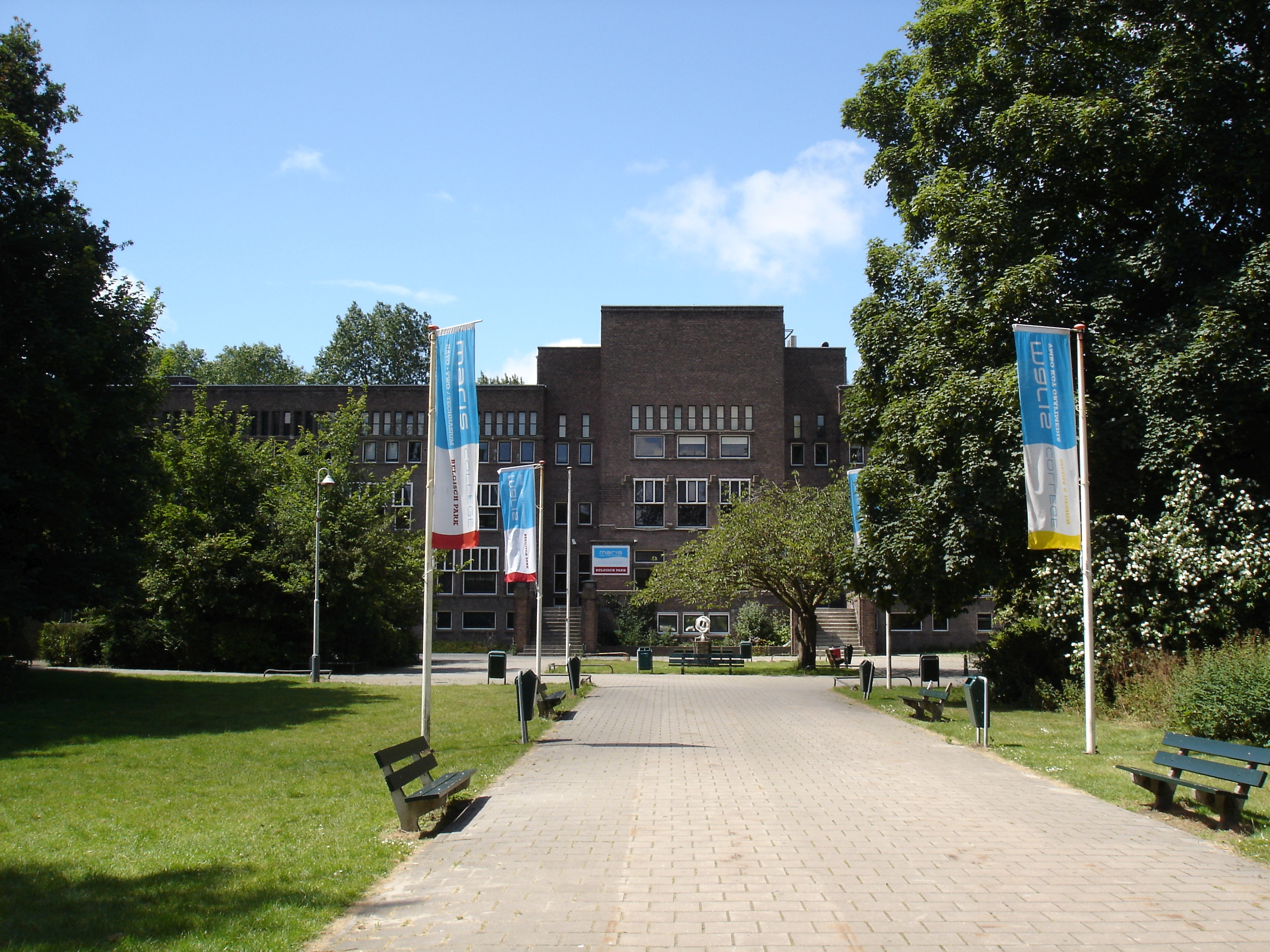
Het schoolgebouw aan de Nieuwe Duinweg 6-14, gebouwd voor de Zesde Gemeentelijke HBS. Het gebouw is sinds 2011 een gemeentelijk monument

De school begon in een houten noodbarak in de Van den Eijndestraat. Al gauw werden ook gebouwen aan de Laan van Meerdervoort en de Stadhouderslaan in gebruik genomen. In 1925 werd de school tijdelijk gehuisvest in de Paulus Buijsstraat (Statenkwartier). In 1926 verhuisde de school naar een nieuw gebouwd pand aan de Nieuwe Duinweg 6-14, dat ontworpen was door D.C. van der Zwart van Gemeentewerken. Van der Zwart ontwierp ook het (bijna identieke) schoolgebouw van het Eerste Gemeentelijk Lyceum aan het Stokroosplein, de voorloper van het Grotius Lyceum. De Zesde Gemeentelijke HBS bood een vijfjarige cursus.

## Oorlogsjaren
In 1942 werden Scheveningen en omgeving door de Duitsers tot Sperrgebiet  verklaard, waarna het gebouw aan de Nieuwe Duinweg in beslag werd genomen. De leerlingen en leraren vonden onderdak bij het Tweede Gemeentelijk Lyceum aan de Johannes Bildersstraat, het latere Maerlant-Lyceum. 
In september 1943 werd besloten de Zesde HBS te sluiten. Leerlingen en leraren werden verspreid ondergebracht bij andere Haagse scholen. Een deel bleef op de Bildersstraat, een ander deel ging naar de HBS Raamstraat, de Zevende Gemeentelijke HBS. In januari 1945 werd het onderwijs geheel gestaakt.

## Directeuren
- Drs. J. Kamerbeek (1922-1941)
- J.K. de Raaf (1941-1942, ad interim)
- Drs. A. van Dam (1942-1943)
- G. de Haas (1945-1946)
- W. Nieuwenhuyse (1946-1948, ad interim)
- W. de Lange (1948-1968) (directeur van de "Johan de Witt-h.b.s.")

## Na de oorlog
Het schoolgebouw aan de Nieuwe Duinweg kwam zwaar beschadigd uit de oorlog. De Zesde HBS werd opnieuw opgericht, tijdelijk als dependance van de Derde Gemeentelijke HBS, de HBS Beeklaan.
In 1948 werd de school weer zelfstandig. De nieuwe naam was de HBS Johan de Witt.
In 1957 werd een gymnasiumafdeling geopend, waarna de naam werd veranderd in Johan de Witt Lyceum. In 1959 ging de school een samenwerkingsverband aan met verschillende scholen, en in 1967 fuseerde het lyceum met een van die scholen, de Neptunus Mulo. In 1969 verhuisde de school naar de Stadhouderslaan 82, waar voorheen de Dalton HBS voor meisjes was gevestigd. Er volgden fusies met SG Zuidwalland (1990), ITO Zeezwaluwhof (1994) en LTS Scheveningen (1994). In 1991 vertrok de school van de Stadhouderslaan naar een nieuwbouwpand aan het Helena van Doeverenplantsoen. De school maakt nu deel uit van de Johan de Witt Scholengroep.
De school is momenteel gevestigd op vier locaties: Zusterstraat 120, Hooftskade 127/129, Capadosestraat 25 en Glasblazerslaan 25.